# 1050 Meta
1050 Meta è un asteroide della fascia principale. Scoperto nel 1925, presenta un'orbita caratterizzata da un semiasse maggiore pari a 2,6250174 UA e da un'eccentricità di 0,1771394, inclinata di 12,52147° rispetto all'eclittica.
L'origine del suo nome è sconosciuta.